# Chrysallida incerta
Chrysallida incerta is een slakkensoort uit de familie van de Pyramidellidae. De wetenschappelijke naam van de soort is voor het eerst geldig gepubliceerd in 1916 door Milaschewitsch.